# Cepolidae (slakken)
Cepolidae zijn een familie van weekdieren uit de klasse van de Gastropoda (slakken).

## Taxonomie
De volgende geslachten zijn in de familie ingedeeld:
- Bellacepolis Pilsbry, 1943
- Cepolis Montfort, 1810
- Coryda Albers, 1850
- Cysticopsis Mörch, 1852
- Dialeuca Albers, 1850
- Euclastaria Pilsbry, 1926
- Eurycampta E. von Martens, 1860
- Guladentia Clench & Aguayo, 1951
- Hemitrochus Swainson, 1840
- Jeanneretia L. Pfeiffer, 1877
- Levicepolis H.B. Baker, 1943
- Plagioptycha L. Pfeiffer, 1855
- Polymita H. Beck, 1837
- Setipellis Pilsbry, 1926

### Synoniemen
- Euclasta E. von Martens, 1877 => Euclastaria Pilsbry, 1926
- Histrio L. Pfeiffer, 1854 => Coryda Albers, 1850
- Leptoloma E. von Martens, 1860 => Dialeuca Albers, 1850
- Monodonta Bartsch, 1932 => Plagioptycha L. Pfeiffer, 1855
- Phaedra Albers, 1850 => Hemitrochus Swainson, 1840
- Polytaenia E. von Martens, 1860 => Hemitrochus Swainson, 1840